# Сувансупана, Сомджай
Сомджай Сувансупана — политик из Таиланда, мэр города Пхукет. (с 30 июля 2004 года)

## Биография
Родилась и выросла в городе Пхукет.
После завершения обучения в школе получила степень бакалавра в области маркетинга в Университете Бангкока (англ.), после чего продолжила обучение в Университете принца Сонгкхла (англ.), где получила степень магистра социального развития.

## Трудовая и политическая деятельность
Стала членом Совета Муниципалитета города Пхукет в 1980 году. Работала в Департаменте социального благополучия и в Отделе образования. Была впервые избрана мэром в 2004 году. С тех пор занимает эту должность уже третий срок подряд. 

## Взгляды и подход к политике
Утверждает, что старается поддерживать связь с общественностью и другими политиками. Одним из основных подходов своей работы называет долговременное планирование (на 20 лет). Утверждает, что для нее очень важны традиции, например в одежде.